# Stress

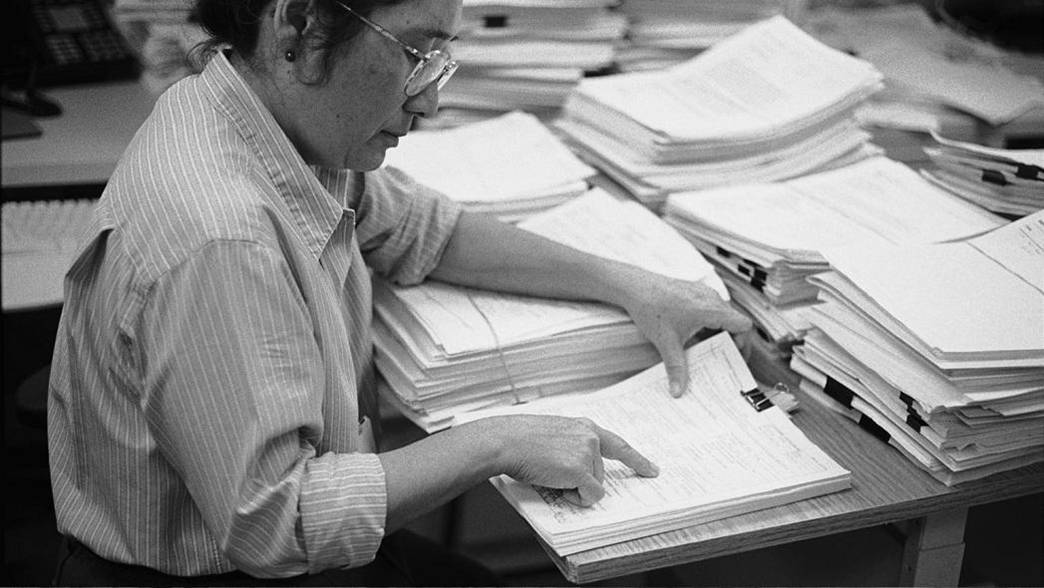
Med stor press på till exempel arbetsplatser är det lätt att man blir stressad.

Stress eller adaptionssyndrom är de fysiologisk-hormonella anpassningsreaktioner i kroppens organsystem som utlöses av fysiska och mentala påfrestningar, ”stressorer”. En vanlig missuppfattning är att stress är synonym till jäkt. Så är inte fallet. Stress kan definieras som mental överansträngning. Stress kan påverka kroppen negativt om den har hög nivå.
Stress kan ha flera olika orsaker; inklusive smärta, nedkylning, rädsla och flykt, men också positiva förändringar som giftermål och befordran. Ur evolutionär synpunkt är stress ett mycket viktigt svar som är bevarat i alla högre djurarter, inklusive alla primater,  gnagare och reptiler. En människa kan känna stress inte bara av överstimulering, utan även av understimulering. 
Stress kan yttra sig bland annat som en akut stressreaktion, utmattningssyndrom,  eller anpassningsstörning, och ge kvarstående men som posttraumatiskt stressyndrom. Stress kan vara positiv och förbättra arbetsresultat, men långvarig negativ stress kan orsaka flera sjukdomar.
Ordet stress myntades av endokrinologen Hans Selye.
Stress ger en förändrad hormonprofil, eftersom hormoner ingår i kroppens allostas. Stresshormoner är de hormoner som ingår i den så kallade stressaxeln.

## Stressorer
Stressorer är faktorer som leder till stress, förhöjda inre tillstånd. Vad som är en stressor för en person behöver inte vara det för en annan, utan beror på personens förmåga och självuppfattning, och står i relation till krav visavi resurser. De individuella skillnaderna i förmåga att klara stress brukar förklaras med stress–sårbarhetsmodellen. 
Stressorerna är situationer och utmaningar som innefattar krav vilka individen upplever påfrestande i och med att dessa uppfattas som att pröva eller överskrida kapaciteten. Stressorerna orsakar mental oro med tankar på misslyckande, vilket i sig är mentalt uttröttande. Stressorer kan också definieras som faktorer som kroppen uppfattar som larmsignaler, som man kan reagera på med flykt, attack eller passivitet. Stressen kan vara positiv och människan behöver ett visst inslag av stressorer i lagom mängd. Att kortvarigt utsättas för stressorer stärker hälsan och prestationen genom att stärka den så kallade stressmuskeln. För att stressorerna ska ha positiv effekt behöver kroppen snabbt vila efter prestationen, och stressorerna vara av varierande natur.
Stressorerna kan vara såväl negativa händelser och trauman (distress), som positiva förändringar i livet och utmaningar (eustress). Distresser kan också innefatta sådana stressorer som någon av personliga skäl inte klarar av att anpassa sig till. Som distresser räknas till exempel en psykisk kris, förlust av anhörig, ekonomiska problem, problem med nära anhörig, sjukdom, att bli utnyttjad eller förbisedd, arbetslöshet och bråk. Eustressorer kan vara att befordras, gifta sig, få barn, eller påbörja en utbildning. Vissa stressorer kan vara positiva för somliga men distressande för andra, som höga krav på jobbet, att göra en offentlig framställning, idrottstävlingar, och bristande handledning inför en ny eller svår uppgift.
Stressorerna kan vara av olika art: fysiska, sociala och psykiska. Fysiska stressorer innefattar kyla, buller, virus, droger och smärta. Sociala stressorer är sådana som handlar om individen i dennes sociala sammanhang, och kan bestå i arbetslöshet, giftermål, mobbning eller maktlöshet. Psykiska stressorer är sådana som ställer empatiska krav och toppar i toleransnivån, själva tankarna på misslyckande, att sakna kompetens, eller att med rädsla uppfatta något som ett hot.
Personer kan skapa negativa stressorer, stressa upp sig själva, till exempel genom överdriven planering eller motsatsen att undvika planering, eller att ha för högt ställda krav på sig själv. Sjukdomar kan verka som stressorer; dit hör giftstruma och Cushings syndrom.
Hur starkt en person reagerar på en stressor avgörs av en rad individuella faktorer, däribland psykisk sårbarhet och bemästringsförmåga, liksom hur långvarigt stressoren är aktiv.

## Fysiologiska uttryck för stress

### Utsöndring av stresshormoner
Huvudartikel: Stresshormoner, stressaxeln
Neuroendokrinologiskt sett består stress i en belastning av den så kallade stressaxeln. Stressaxeln består av de hormonproducerande körtlarna hypotalamus, hypofysen och binjurarna. Den primära reaktionen på en stressor är att amygdala uppfattar en fara och stimuleras, varvid stressaxeln försöker bromsa dess effekter. Stressaxelns hormoner samverkar med andra delar i det endokrina systemet, vilka kan påverkas till följd av reaktioner från stressaxeln. En normal stress klarar individen av att hantera. Vissa stressorer eller långvarig stress kan dock få stor påverkan på kroppen.
I hotfulla eller ansträngande situationer ökar därför utsöndringen av hormonet kortikotropin från hypofysens framlob. Kortikotropin transporteras via blodet till binjurarna där det stimulerar utsöndring av adrenalin, kortisol och noradrenalin till blodet. Dessa tre hormoner är de viktigaste stresshormonerna och har en rad effekter på människokroppens organ och vävnader.
Dessa hormoner påverkar cellernas metabolism i den meningen att anabola reaktioner upphör till förmån för katabola (nedbrytnings)reaktioner. Halten av insulin sjunker i blodet medan halten av glukagon minskar, vilket i sin tur leder till minskad nybildning av fettsyror och ökad nedbrytning av glykogen vilket leder till ökad halt av glukos i blodet. Dessutom ökar nedbrytning av aminosyror, proteiner och fettsyror. Fettvävnad bryts långsamt ner till fria fettsyror och muskelproteiner bryts ner till aminosyror. Dessa biomolekyler blir därigenom substrat för glukoneogenesen i levern, som även den syftar till att höja halterna av glukos i blodet. 
Stresshormonet kortisol har både snabba och långsamma effekter på kroppens vävnader. Den snabba effekten är att kortisoler blockerar utsöndringen av kortikotropin i hypofysen medan den långsamma effekten är att stänga ner svaret på stress. Under stress binds kortisol till limbiska systemet i högre grad av glukokortikoidreceptorer (GR) än vid mineralkortikoidreceptorer (MR), vilket förklarar stressrelaterade beteenden och mobiliserande av energi. GR:s aktivitet och påverkan förändras om den är långvarigt aktiv; kortvarig stimulans ger bättre kognition medan långvarig stress bryter ner hippocampus.
Det är stora könsliga skillnader ifråga om hur starka de endokrina reaktionerna på stress är. Stressaxeln hos kvinnor från puberteten till klimakteriet påverkas mindre av psykosociala stressorer än vad den gör för män, dock sker en ökning under ägglossningen. Responsen från stressaxeln är ännu lägre vid graviditet, möjligen för att skydda fostret från den negativa påverkan som stresshormonerna skulle framkalla. Östrogenet minskar och androgenerna ökar dock hos kvinnor under stress, vilket hör samman med ett mobiliserande och aktionsinriktat beteende gentemot utmaningar.
Stress ökar utsöndringen av prolaktin. Dock tycks posttraumatisk stress yttra sig i sänkta prolaktinnivåer. Akut stress ökar TSH och trijodtyronin, medan kronisk stress minskar dem.

### Symptom från kroppens organ och funktioner
Den andra viktiga anpassningsreaktionen vid stress är en minskning av aktiviteten från parasympatiska nervsystemet och en ökning av aktiviteten från det sympatiska nervsystemet. Sympatiska nervsystemet har effekter som leder till en ökning av puls, hjärtminutvolym, vaskulär resistens vilket i sin tur leder till ökat blodtryck. Jämför somatoform autonom dysfunktion, där dock tillståndet är långvarigt.
Dessutom minskar blodflödet till organ vars funktion inte är absolut nödvändig för kortsiktig överlevnad, till exempel filtrering genom njurarna och tarmsystemet minskar. Blodflödet genom hjärtats kranskärl samt skelettmuskulaturens blodkärl ökar däremot, på grund av att blodkärl vidgas. Sympatiska nervsystemet stimulerar även till djupare och snabbare andning samt utsöndring av adrenalin från binjurarna.

## Stress och sjukdomar
Långvarig stress innebär långvarig belastning på stressaxeln. Detta har allvarliga och skadliga effekter på alla organ- och kärlsystem i kroppen, bland annat ökar risken för åderförfettning (artheroskleros), hjärt- och kärlsjukdomar, diabetes, depression, infektioner och otaliga andra åkommor är relaterade till kronisk stress. 
Hyperkortisolism, och följaktligen negativ påverkan på hippocampus och minnet, är starkt förknippad med kronisk stress. Till följd av detta kan personer drabbas av euthyroid-sick syndromes.
Många psykiatriska sjukdomar har en stark koppling till onormala stressreaktioner, bland annat schizofreni, ångestsyndrom och framförallt depression är starkt kopplade till stress. Orsaken är att stress leder till utsöndring av många typer av stresshormoner som har förmågan att via blod-hjärnbarriären nå känsliga strukturer i hjärnan. Bland annat glukokortikoider som kortisol, påverkar strukturer i hjärnan som hippocampus och hypotalamus. Dessa interaktioner leder i sin tur till förändringar i serotonin- och dopaminsignaleringen.
Mycket starka stressorer kan leda till akut stressreaktion där alla kroppsliga och mentala stressreaktioner är kraftigt förstärkta. Tillståndet kan bli mer eller mindre kroniskt, och kallas då posttraumatiskt stressyndrom. 
Långvarig eller kronisk stress kan leda till stressutlöst utmattningstillstånd eller utbrändhet. Det är två diagnoser i ICD-10 (F43.8A respektive Z73.0), vilka yttrar sig i bl.a. utmattning, apati, koncentrationssvårigheter och labilitet. Utbrändhet handlar om när tillståndet beror på arbetet. Vanligtvis känner man sig då helt utmattad och blir överkänslig för all typ av stress. Förutom svår trötthet kan kroppen svara med somatisering (ont i kroppen, svårt att sova), minnesproblem eller ångest. Det kan i sin tur leda till depression.

## Stress och arbetsmiljö
Stress och psykiska påfrestningar är den vanligaste orsaken till arbetsrelaterade besvär bland kvinnor och den näst vanligaste bland män. Var tredje kvinna och var fjärde man i arbetslivet känner sig stressad några dagar per vecka eller mer, det vill säga att man är spänd, orolig eller okoncentrerad.
År 2005 slöt de tre stora arbetsgivarorganisationerna i Europa och Europafacket ett ramavtal om hur stress i arbetslivet kan förebyggas och åtgärdas. Från svensk sida representeras Europafacket av LO, TCO och SACO. 
Enligt Arbetsmiljölagen och Arbetsmiljöverkets föreskrift om Systematiskt arbetsmiljöarbete, AFS 2001:1, ska alla företag med anställda bedriva ett systematiskt arbetsmiljöarbete. Arbetet ska omfatta både de fysiska, psykiska, sociala delarna av arbetet, och till exempel långvarig arbetsrelaterad stress. 
Enligt Arbetmiljöverket är stress den fysiologiska reaktion som uppstår i kroppen när människan utsätts för krav och förväntningar. Det är när kraven och förväntningarna inte stämmer överens med individens förutsättningar som ohälsa kan uppstå. Detta kan även få återverkningar i arbetsgrupp och organisation. Enligt Arbetsmiljölagen ska individen ha möjlighet att påverka sin arbetsmiljö genom att medverka i utformningen av sin egen arbetssituation. 

### Stressorer i arbetsmiljön
Ett antal faktorer i arbetsmiljön kan fungera som stressorer, till exempel för hög arbetsbelastning, eller så låg arbetsbelastning att individen inte känner sig behövd. Ytterligare exempel är lågt inflytande, för lite stöd, buller, extrema temperaturer eller dålig belysning. Ofta har stressorerna att göra med arbetsorganisation, ledning eller sociala relationer på arbetsplatsen.
Möjligheten att klara olika nivåer av krav samverkar med det egna handlingsutrymmet. Det framgår av krav-kontrollmodellen:
- En person kan klara höga psykiska krav om det samtidigt finns stor möjlighet att utöva kontroll över arbetet. Då stimuleras anställda att vara aktiva och att utveckla både sig själva och organisationen.

- Höga krav utan eget handlingsutrymme riskerar att resultera i slutkörda arbetstagare.
- Låga krav i kombination med låg möjlighet att utöva kontroll över arbetet kan leda till att anställda blir uttråkade och passiva.

De reaktioner som kan uppkomma av stress på arbetet är till exempel somatisering (sömnproblem, ryggont, muskelvärk, magproblem, huvudvärk, tunnelseende), minnesproblem, koncentrationssvårigheter, irritation, ilska, och nedstämdhet. I arbetsgruppen kan stress synas genom hög frånvaro, hög personalomsättning och konflikter.
Flera faktorer i arbetet, som kan upplevas stressande, ger ökad risk för hjärtsjukdom. Det gäller till exempel små möjligheter att påverka arbetssituationen i kombination med alltför höga krav, ett pressande arbete, upplevd obalans mellan ansträngning och belöning, lågt stöd i arbetet, upplevelse av orättvisor, liten möjlighet till utveckling och osäkerhet i anställningen. Nattarbete, långa arbetsveckor och buller kan också ge ökad risk för hjärtsjukdom.
Hos kvinnor och män ger likartad exponering i arbetet samma relativa ökning av hjärt-kärlsjukdom. Risken för män att drabbas eller avlida av akut hjärtinfarkt eller stroke är dock under de yrkesverksamma åren ungefär dubbelt så stor som för kvinnor.
För att kunna reparera kroppen om den utsatts för stress krävs återhämtning. Ständig stress och bristande återhämtning minskar kroppens reparationsförmåga. Sömnbrist minskar motståndskraften mot andra sjukdomar och är en stressor i sig. Sömn är den viktigaste faktorn för återhämtning och reparation. Att kunna ta korta pauser i arbetet är viktigt både för psykisk och fysisk återhämtning. Vid längre återkommande skift behövs längre viloperioder.

#### IT-stress och teknikstress
Arbetslivet har visat sig bilda nya stressorer. Mängden information som kommer via mejl och datorer kan upplevas som stressande och svår att sortera. Stressen kan förvärras av känslan att man måste svara snabbt eller ständigt kunna nås via mobiltelefon eller e-post.
Nya system, program och utrustningar är svåra att använda utan introduktion eller utbildning. It-stress kan uppstå då användaren känner att den inte kan hantera verktygen. Dessutom kan irritation uppstå när tekniken strular och det blir väntetid. I organiseringen av arbetet bör det tydligt sägas hur tekniken ska användas och för att minimera risken för att tekniken ska bli en stressor bör användare få det individuella stöd och den utbildning de behöver för att klara tekniken i arbetet.